# Glandularia sessilis
Glandularia sessilis là một loài thực vật có hoa trong họ Cỏ roi ngựa. Loài này được (Cham.) Tronc. mô tả khoa học đầu tiên năm 1979.